# Férfi gerelyhajítás a 2024. évi nyári olimpiai játékokon
A 2024. évi nyári olimpiai játékokon az atlétika férfi gerelyhajítás versenyszámának selejtezőjét augusztus 6-án, döntőjét pedig 8-án rendezték a párizsi Stade de France-ban. Az aranyérmet pakisztáni Arshad Nadeem nyerte 92,97 méters olimpiai csúccsal a címvédő indiai Neeraj Chopra és a grenadai Anderson Peters előtt.
Ez a versenyszám 27. alkalommal szerepelt az olimpiai programban.

## Rekordok
A versenyt megelőzően a következő rekordok voltak érvényben:
| Világrekord                  | Jan Železný (CZE)         | 98,48 m | Jéna, Németország  | 1996. május 25.     |
| Olimpiai rekord              | Andreas Thorkildsen (NOR) | 90,57 m | Peking, Kína       | 2008. augusztus 23. |
| Világ legjobb idei eredménye | Max Dehning (GER)         | 90,20 m | Halle, Németország | 2024. február 25.   |

A döntőben új olimpiai rekord született:
| Olimpiai rekord | Arshad Nadeem (PAK) | 92,97 m | Párizs, Franciaország | 2024. augusztus 8. |

## Eredmények
Az eredmények méterben értendők. A rövidítések jelentése a következő:
| - Q: 84,00 méternél nagyobb eredménnyel továbbjutott - q: A 12 legjobb eredmény valamelyikét elért versenyző, továbbjutott - x: rontott kísérlet | - PB: egyéni legjobb eredménye - SB: 2024-ben addigi legjobb eredménye - NM: érvényes kísérlet nélkül |

### Selejtező
| H   | Cs | Név                      | Nemzet             | 1     | 2     | 3     | E     | Mj    |
| --- | -- | ------------------------ | ------------------ | ----- | ----- | ----- | ----- | ----- |
| 1.  | B  | Neeraj Chopra            | India              | 89,34 | —     | —     | 89,34 | Q, SB |
| 2.  | B  | Anderson Peters          | Grenada            | 88,63 | —     | —     | 88,63 | Q, SB |
| 3.  | A  | Julian Weber             | Németország        | 87,76 | —     | —     | 87,76 | Q     |
| 4.  | B  | Arshad Nadeem            | Pakisztán          | 86,59 | —     | —     | 86,59 | Q, SB |
| 5.  | A  | Julius Yego              | Kenya              | 78,84 | 80,76 | 85,97 | 85,97 | Q, SB |
| 6.  | B  | Luiz Maurício da Silva   | Brazília           | 81,62 | 83,21 | 85,91 | 85,91 | Q, AR |
| 7.  | A  | Jakub Vadlejch           | Csehország         | 85,63 | —     | —     | 85,63 | Q     |
| 8.  | A  | Toni Keränen             | Finnország         | 79,04 | x     | 85,27 | 85,27 | Q, PB |
| 9.  | B  | Andrian Mardare          | Moldova            | x     | 76,76 | 84,13 | 84,13 | Q, SB |
| 10. | A  | Oliver Helander          | Finnország         | 83,81 | —     | —     | 83,81 | q     |
| 11. | A  | Keshorn Walcott          | Trinidad és Tobago | 74,89 | 83,02 | 82,57 | 83,02 | q     |
| 12. | B  | Lassi Etelätalo          | Finnország         | 82,91 | x     | 78,42 | 82,91 | q     |
| 13. | A  | Genki Dean               | Japán              | 82,48 | x     | 77,40 | 82,48 | SB    |
| 14. | B  | Marcin Krukowski         | Lengyelország      | 81,37 | x     | 82,34 | 82,34 |       |
| 15. | B  | Artur Felfner            | Ukrajna            | x     | 81,84 | 74,54 | 81,84 |       |
| 16. | B  | Cameron McEntyre         | Ausztrália         | 76,33 | x     | 81,18 | 81,18 |       |
| 17. | A  | Alexandru Novac          | Románia            | x     | 77,35 | 81,08 | 81,08 |       |
| 18. | A  | Kishore Jena             | India              | 80,73 | x     | 80,21 | 80,73 |       |
| 19. | A  | Pedro Henrique Rodrigues | Brazília           | 76,23 | 79,46 | 75,69 | 79,46 |       |
| 20. | B  | Timothy Herman           | Belgium            | 79,42 | 78,82 | x     | 79,42 |       |
| 21. | B  | Edis Matusevičius        | Litvánia           | x     | x     | 79,40 | 79,40 |       |
| 22. | B  | Max Dehning              | Németország        | 74,58 | 75,10 | 79,24 | 79,24 |       |
| 23. | B  | Cyprian Mrzyglód         | Lengyelország      | 78,50 | x     | 77,16 | 78,50 |       |
| 24. | B  | Chinecherem Nnamdi       | Nigéria            | 77,53 | x     | 76,45 | 77,53 |       |
| 25. | A  | Patriks Gailums          | Lettország         | x     | 77,26 | x     | 77,26 |       |
| 26. | A  | Dawid Wegner             | Lengyelország      | x     | 75,53 | 76,89 | 76,89 |       |
| 27. | A  | Curtis Thompson          | Egyesült Államok   | 76,79 | x     | 74,24 | 76,79 |       |
| 28. | A  | Leandro Ramos            | Portugália         | 75,73 | x     | x     | 75,73 |       |
| 29. | B  | Moustafa Mahmoud         | Egyiptom           | 74,87 | x     | x     | 74,87 |       |
| 30. | A  | Ihab Abdelrahman         | Egyiptom           | 72,98 | x     | x     | 72,98 |       |
|     | B  | Gatis Cakšs              | Lettország         | x     | x     | x     | NM    |       |
|     | A  | Teuraiterai Tupaia       | Franciaország      | x     | x     | x     | NM    |       |

### Döntő
| H     | Név             | Nemzet             | 1     | 2     | 3     | 4       | 5       | 6       | E     | Mj         |
| ----- | --------------- | ------------------ | ----- | ----- | ----- | ------- | ------- | ------- | ----- | ---------- |
| Arany | Arshad Nadeem   | Pakisztán          | X     | 92,97 | 88,72 | 79,40   | 84,87   | 91,79   | 92,97 | AR, OR, WL |
| Ezüst | Neeraj Chopra   | India              | X     | 89,45 | X     | X       | X       | X       | 89,45 | SB         |
| Bronz | Anderson Peters | Grenada            | 84,70 | 87,87 | X     | 88,54   | 87,38   | 81,83   | 88,54 |            |
| 4.    | Jakub Vadlejch  | Csehország         | 80,15 | 84,52 | 88,50 | X       | 84,98   | 83,27   | 88,50 |            |
| 5.    | Julius Yego     | Kenya              | 80,29 | 87,72 | X     | 84,90   | 83,20   | 81,58   | 87,72 | SB         |
| 6.    | Julian Weber    | Németország        | X     | 87,33 | X     | 86,85   | 87,40   | 84,09   | 87,40 |            |
| 7.    | Keshorn Walcott | Trinidad és Tobago | 86,16 | X     | 82,89 | 78,96   | 76,86   | -       | 86,16 | SB         |
| 8.    | Lassi Etelätalo | Finnország         | 78,81 | 77,60 | 84,58 | 82,02   | X       | 81,69   | 84,58 |            |
| 9.    | Oliver Helander | Finnország         | 81,24 | 82,68 | X     | kiesett | kiesett | kiesett | 82,68 |            |
| 10.   | Toni Keränen    | Finnország         | 80,92 | 75,33 | 78,90 | kiesett | kiesett | kiesett | 80,92 |            |
| 11.   | Luiz da Silva   | Brazília           | 80,67 | 78,67 | X     | kiesett | kiesett | kiesett | 80,67 |            |
| 12.   | Andrian Mardare | Moldova            | 79,14 | 80,10 | 77,77 | kiesett | kiesett | kiesett | 80,10 |            |